# Xã Prairie Springs, Quận Jackson, Iowa
Xã Prairie Springs (tiếng Anh: Prairie Springs Township) là một xã thuộc quận Jackson, tiểu bang Iowa, Hoa Kỳ. Năm 2010, dân số của xã này là 627 người.